# Nicanor Zabaleta
Nicanor Zabaleta (San Sebastián, Espanha, 7 de janeiro de 1907 — San Juan, Porto Rico, 31 de março de 1993) foi um virtuoso da harpa espanhol.

## Biografia
Em 1914, seu pai, um músico amador, comprou-lhe uma harpa numa antiga loja. Começou recebendo lições de Vincenta Tormo de Calvo (Faculdade do Conservatório de Madrid) e Luiza Menarguez. Em 1925, iniciou estudos em Paris, onde seus professores foram Marcel Tournier e Jacqueline Borot. Foi nessa cidade que ocorreu sua estreia oficial. Depois, viajou aos Estados Unidos e em 1934 fez sua estreia naquele país. Em um concerto em Puerto Rico, em 1950, conheceu Graziela, com quem se casou em 1952. Eles retornaram à Espanha e Zabaleta empreendeu uma turnê pela Europa. Durante os anos de 1959-1962, conduziu aulas de harpa nos cursos da Accademia Musicale Chigiana, em Siena.
Zabaleta interpretou sobretudo música do século XVIII, mas também música antiga e moderna. Entre os que compuseram para ele, encontram-se Alberto Ginastera, Darius Milhaud, Heitor Villa-Lobos, Walter Piston, Ernst Krenek e Joaquin Rodrigo. Estima-se que Zabaleta tenha vendido quase três milhões de gravações.
Em seu último concerto, realizado em 16 de junho de 1992 em Madrid, sua saúde começou a decair. Faleceu em San Juan, no Porto Rico.